# لس پینتانوس
لس پینتانوس (به اسپانیایی: Los Pintanos) یک دهستان در اسپانیا است که در استان ساراگوسا واقع شده‌است. لس پینتانوس ۷۹ کیلومتر مربع مساحت و ۱۰۲ نفر جمعیت دارد.